# Remodelage de Berlin
Le remodelage de Berlin a débuté après la réunification allemande (1990) et a transformé la ville en un vaste chantier. Les grues dominent le paysage urbain et de nombreux bâtiments ont été rénovés. Cette situation est la conséquence de la division qui a marqué l'histoire de la ville après la défaite de l'Allemagne nazie lors de la Seconde Guerre mondiale alors que, détruite à près de 50 %, elle fut occupée par les armées victorieuses. Le Mur de Berlin, qui a coupé la ville en deux et a transformé la partie occidentale en enclave dans la République démocratique allemande (RDA) pendant 28 ans (nuit du 12 au 13 août 1961 - 9 novembre 1989), a laissé au cœur de la capitale de l'Allemagne réunifiée une large frange non urbanisée où se concentrent des projets urbanistiques et architecturaux ambitieux.
| « Complexe parlementaire », chancellerie et gare centrale                              |
| Palais du Reichstag                                                                    |
| Pont piétonnier sur la Spree reliant les bâtiments Löbe et Lüders                      |
| Chancellerie fédérale                                                                  |
| Pariser Platz en 1995                                                                  |
| Académie des arts                                                                      |
| Musée historique allemand                                                              |
| Alte Kommandantur                                                                      |
| Palais royal                                                                           |
| Plan de l'île des Musées (en rouge), du palais de la République et de l'Alexanderplatz |
| Stade olympique                                                                        |
| Gare centrale (Hauptbahnhof)                                                           |
| Chapelle de la Réconciliation                                                          |

## Une capitale fédérale
Le transfert de la capitale fédérale de Bonn à Berlin s'est accompagné de divers projets architecturaux destinés à accueillir les principales institutions du pays.
L'œuvre la plus emblématique de ce mouvement fut la rénovation complète de l'intérieur du palais du Reichstag (le Parlement allemand) ainsi que la restauration de sa façade avec, en point d'orgue, la construction d'une coupole aux lignes résolument modernes, en rupture complète avec l'originale. La pièce principale du bâtiment, où se réunissent les parlementaires, se distingue par sa hauteur (30 mètres de haut), sa transparence et sa fonctionnalité. La porte ouest de l'édifice est visible depuis la place de la République. C'est par cette porte que se fait l'entrée des visiteurs qui peuvent accéder directement à la terrasse (et à la vue panoramique qu'elle offre sur les bâtiments voisins) et à la coupole, dont les parois de verre permettent d'observer l'hémicycle et le travail parlementaire.
Près de là, sur le côté nord, trois autres édifices ont été construits pour compléter ce qui est désormais connu sous l'appellation de « complexe parlementaire ». Parmi eux, le bâtiment Paul-Löbe accueille la salle des délibérations, les bureaux des députés et un restaurant donnant sur la Spree. Le bâtiment Jakob-Kaiser abrite pour sa part le palais historique du président du Reichstag, les services parlementaires et le bureau du Bundestag. Enfin, le bâtiment Marie-Elisabeth-Lüders s'élève sur la rive est de la Spree, dans l'alignement de l'édifice Paul Löbe auquel il est relié par un pont piétonnier. Sa rotonde accueille les travaux de la commission chargée des affaires en lien avec l'Union européenne (UE). Ce bâtiment accueille également la bibliothèque du Parlement, une des plus importantes au monde. Par ailleurs, on peut noter qu'un couloir souterrain réunit entre eux le Reichstag et les édifices Paul Löbe et Jakob Kaiser.
Face au bâtiment Paul Löbe, l'architecte Axel Schultes a conçu l'édifice de sept étages qui accueille la chancellerie fédérale et qui a été inauguré en 2001. Construit sur un terrain de 70 000 m² agrémenté de vastes espaces verts, il abrite 400 bureaux, dont le bureau du chef du gouvernement, d'une superficie de 140 m², qui donne directement sur le Parlement.

## De la porte de Brandebourg à l’Alexanderplatz
À quelques mètres au sud-est du Reichstag se trouve la porte de Brandebourg (Brandenburger Tor), symbole de la ville. À partir de ce point, de la Pariser Platz  à l'Alexanderplatz, s'étend un axe le long duquel se détachent plusieurs constructions marquantes.
Sur la Pariser Platz (« place de Paris »), lieu emblématique de l'histoire berlinoise, se trouve l'ambassade de France, reconstruite à l'emplacement même du bâtiment acheté par Napoléon III en 1860 pour accueillir la représentation diplomatique de la France. L'édifice ayant été détruit durant la Seconde Guerre mondiale, le terrain demeura inoccupé jusqu'à ce que la France décide dans les années 1990 d'y reconstruire sa nouvelle ambassade. Œuvre de Christian de Portzamparc, celle-ci a été inaugurée en 2003, année du quarantième anniversaire du traité de l'Élysée.
De l'autre côté de la place s'élève l'Académie des arts (Akademie der Künste), inaugurée en mai 2005, l'institution revenant ainsi à son emplacement d'origine. Cette œuvre, d'un coût approximatif de 60 millions d'euros, a été confiée à l'architecte Günter Behnisch (qui fut, en 1972, responsable de la construction du Stade olympique de Munich).
Juste à côté de l'Académie des arts, l'hôtel Adlon, inauguré en 1904, est l'un des plus réputés de la ville. Bien qu'ayant survécu aux bombardements de la Seconde Guerre mondiale, il fut démoli en 1984. Sa reconstruction s'est achevée en 1997, l'esthétique de la façade originale ayant été conservé.
Le long de l'avenue Unter den Linden se trouvent également plusieurs autres bâtiments ayant été restaurés, comme le Musée historique allemand (où a été proclamée la déclaration de Berlin en 2007) ou totalement reconstruits, comme le Kommandantenhaus (Alte Kommandantur), siège berlinois de Bertelsmann. Non loin de ce dernier, devrait être également reconstruite l'Académie d'architecture de Berlin (Berliner Bauakademie), œuvre majeure de Karl Friedrich Schinkel à qui l'on doit les plus importantes constructions berlinoises de la première moitié du XIXe siècle.
Un autre espace architectural notable de la capitale allemande se situe sur la Spree. L'avenue Unter der Linden aboutit en effet à une île à l'entrée de laquelle elle change de nom pour devenir la Karl-Liebknecht-Straße.
C'est sur cette île, au sud de cet axe de communication, qu'a été reconstruit le palais royal de la dynastie Hohenzollern (en allemand, Berliner Stadtschloss) qui avait été détruit en 1950 pour être remplacé en 1976 par le palais de la République démoli à son tour entre 2006 et 2008. La crise économique de l'automne 2008 ayant retardé le début des travaux, la première pierre fut posée en juin 2013. Les travaux s'achèvent en 2020 et c'est pour décembre de cette même année qu'est annoncée l'ouverture au public des étages inférieurs du château reconstruit, les étages supérieurs devant ouvrir progressivement au cours de l'année 2021. Le projet comprend la restitution des façades baroques du château impérial, le “Forum Humboldt”, un hôtel de luxe, et des salles destinées à accueillir les expositions temporaires des musées de Berlin. Une nouvelle station de métro située dans les soubassements du nouveau bâtiment doit ouvrir en 2021. La chancelière allemande Angela Merkel, tout comme son prédécesseur Gerhard Schröder, ont soutenu la réalisation de cette œuvre architecturale dont le coût total devrait s'élever entre 500 et 800 millions d'euros. La façade a été financée à hauteur de 80 millions par des donateurs privés (chaque donateur acquérant ainsi le droit de voir son nom inscrit sur une pierre de la construction) et a été réalisée en utilisant les mêmes techniques que celles employées lors de la construction originale,.
Au nord de l'île, la reconstruction de l'île aux Musées (Museumsinsel) s'est principalement faite en intégrant l'opportunité donnée par la réunification allemande de regrouper des collections qui avaient été divisées entre l'Est et l'Ouest. L'île des Musées, qui a été inscrite en 1999 au patrimoine mondial de l'UNESCO, comprend cinq bâtiments historiques envisagés comme une seule et même entité, mais dont l'autonomie architecturale propre a également été respectée. La Museumsinsel s'étend sur une surface de presque 1 km². Un tunnel doit assurer la connexion entre les deux musées archéologiques. Chaque bâtiment dispose de sa propre entrée et offre à ses visiteurs un accès direct à ses collections. Une grande galerie doit prochainement voir le jour et tiendra lieu d'entrée principale et de première étape d'un circuit incluant tous les musées. Elle abritera également divers services : des cafés, la boutique du musée, un salon de presse, un auditorium et des salles destinées à accueillir des expositions temporaires.
Plusieurs musées situés sur l'île furent reconstruits par le gouvernement communiste à partir des années 1950. Parmi ceux-là, la Alte Nationalgalerie a rouvert ses portes en 2001, au terme d'une rénovation commencée en 1997 et qui a coûté plus de 50 millions d'euros.
De même, le Musée de Bode accueille à nouveau des visiteurs après des années de restauration et expose ses collections de sculptures et son cabinet de numismatique. Le coût de l'ensemble de l'opération (restauration du bâtiment et des collections) s'est élevé à près de 160 millions d'euros. Aucun autre bâtiment au monde ne dispose à l'heure actuelle d'un tel espace pour exposer sa collection de sculptures.
En quittant l'île, à l'Est, on trouve l’AquaDom, inauguré en 2004 à l'emplacement d'un ancien hôtel. Il s'agit du plus grand aquarium du monde intégré à un hôtel et incluant un récif de corail. Constitué d'un gigantesque cylindre de cristal transparent de 25 mètres de haut, il domine de son imposant volume tout l'intérieur de l'immeuble et abrite 2500 poissons tropicaux qui nagent dans un million de litres d'eau salée. Il est possible d'accéder à la partie supérieure grâce à un ascenseur installé au centre du cylindre.
À quelques mètres de là, se trouve l'Alexanderplatz, qui a été remodelée afin de réduire sa surface au sol. La construction du Alexa Einkaufszentrum en est l'un des projets les plus remarquables puisque celui-ci serait le centre commercial le plus grand du pays. Son inauguration a eu lieu en 2007.

## De la porte de Brandebourg à la Potsdamer Platz
Depuis 2005, un Mémorial aux Juifs assassinés d'Europe est érigé entre la porte de Brandebourg et la Potsdamer Platz.

## Leipziger Platz et Potsdamer Platz
Ce secteur fut un quartier international très à la mode dans les années 1920. La Potsdamer Platz, totalement détruite durant la Seconde Guerre mondiale, a terminé sa renaissance en 2004. Sa reconstruction (à laquelle ont participé de nombreux architectes de renom, tels que Renzo Piano ou Rafael Moneo) a été l'un des plus importants projets architecturaux au monde. Parmi les constructions réalisées, se détachent notamment : le Beisheim Center, un complexe de bureaux et d'appartements, ainsi nommé en l'honneur d’Otto Beisheim ; l'hôtel Ritz-Carlton, dont l'inauguration en 2004 a marqué la fin de la reconstruction au terme de laquelle le quartier est redevenu en l'un des centres névralgiques de la capitale allemande.

## Autres réalisations
Construit pour accueillir les Jeux olympiques d'été de 1936 et immortalisé par la cinéaste Leni Riefenstahl, le Stade olympique de Berlin n'a subi aucun dommage important durant la Seconde Guerre mondiale. Il a été néanmoins rénové et complètement remodelé afin d'accueillir la Coupe du monde de football de 2006 : un toit y a été ajouté et il a été équipé d'installations modernes. Les travaux ont duré quatre ans et ont coûté plus de 200 millions d'euros. L'idée des autorités a été d'incorporer l'histoire du bâtiment au projet, afin de promouvoir l'Allemagne contemporaine sans oublier le passé.
En ce qui concerne les infrastructures économiques, le Berlin-Adlershof, parc technologique créé à partir de 1991, accueille plus de 600 nouvelles entreprises qui emploient quelque 10 000 personnes et se classe parmi les quinze parcs scientifiques et technologiques les plus grands du monde.
Dans la Bernauer Straße, au nord du centre, le site de l'ancienne Église de la Réconciliation, démolie en 1985 car trop proche du Mur et séparée de sa paroisse, a été revitalisé par la construction d'une nouvelle Chapelle de la Réconciliation (de), achevée et consacrée le 9 novembre 2000.

## Transports
La division de la ville entre 1961 et 1989 a fortement perturbé le développement du réseau de transports. Pour remédier à cette situation, les anciennes voies ont été reconstruites et reliées et de nouveaux travaux ont été réalisés : percement de tunnels (Tiergartentunnel) sous le Tiergarten, l'un routier, l'autre ferroviaire. Les gares et les stations de métro ont également été remodelées et, en mai 2006, a été inaugurée la gare centrale de Berlin qui doit être le moteur du développement de ce quartier, basé sur un plan d'urbanisation qui maintient un équilibre entre bureaux, hôtels, commerces, logements et zones vertes. Quatre autres gares ont par ailleurs été inaugurées dans l'axe nord-sud et est-ouest de la capitale, afin de compléter le nœud de communication le plus grand d'Europe.